# 法系

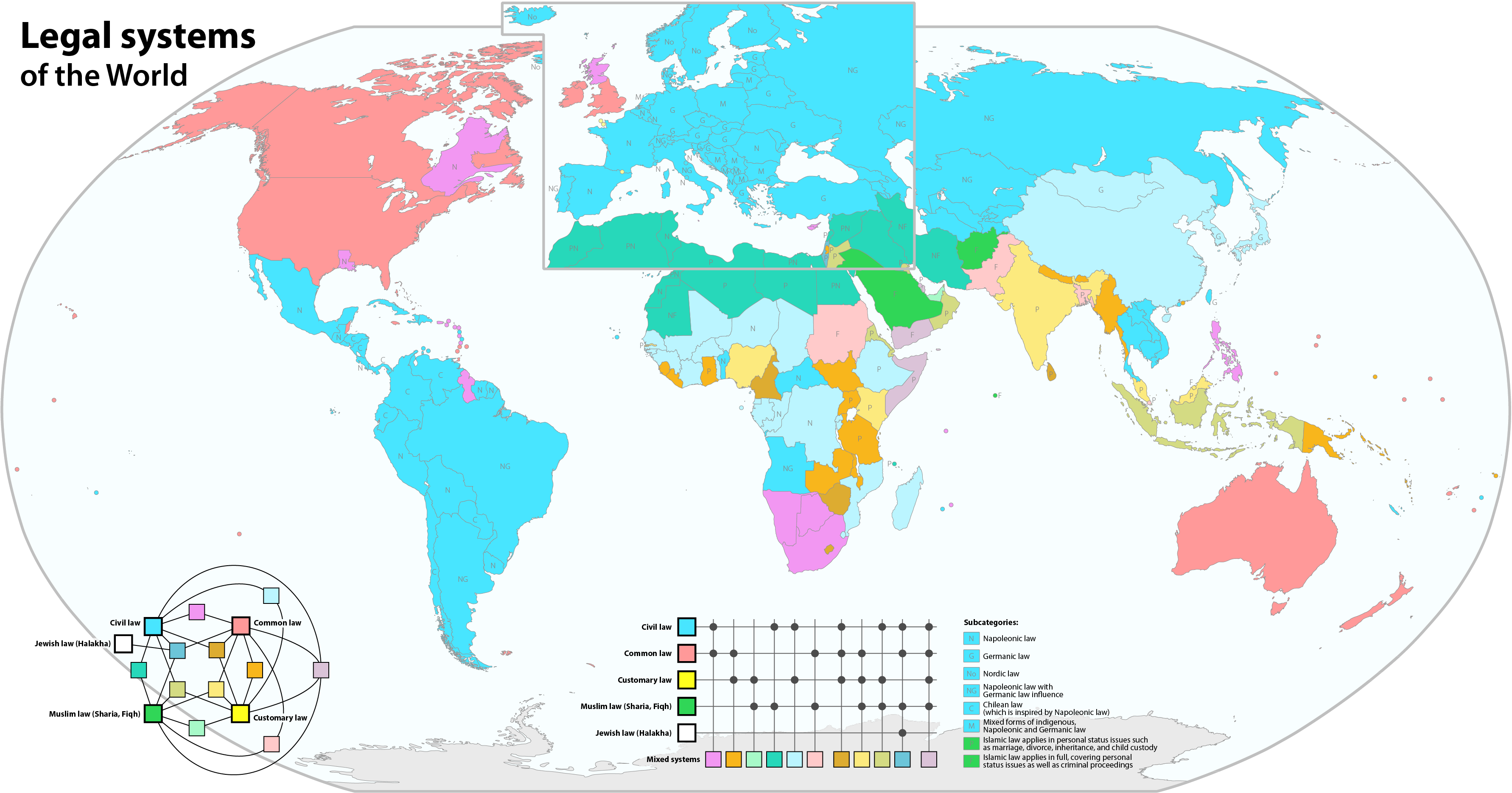
世界各地主要法律体系的分布

法系是比较法中用来对各种法律进行划分的概念，意指具有相同或相近的传统、原则、制度和特征等要素的一类法律制度的总和。一个法系通常涵盖了若干国家或地区，但有时一个国家的不同地方也会采用不同的法系，如英国、美国、澳洲、加拿大是典型的英美法系国家，但美国的路易斯安那州和加拿大的魁北克则采用的是歐陸法系的法律制度。
由于法系是一个学术概念，因此并没有绝对的划分标准。例如德国通常被认为是典型的大陆法系国家，但在茨威格特（Konrad Zweigert）和克茨（Hein Kötz）的《比较法总论》中将德国单独作为“德意志法系”，与“罗马法系”并列。同时，根据研究的需要，在同一法系下也可以划分不同的亚类型，例如英国法和美国法就是英美法系中两个不同的亚类型。
法律体系所指的法包括历史上曾经存在的法，其中有些已经消失了。例如以《唐律疏议》为典范的中华法系，曾经在东亚有广泛的影响，但中华法系已经成为历史。
历史上重要的法系包括英美法系、欧陆法系、伊斯兰法系、社会主义法系、中华法系等。其中英美法系和欧陆法系一般被认为是当今世界最重要的两大法系，但这两大法系在当今也多有交流与融合之处。而社會主義法系雖然是在前苏联的影響下誕生，可依舊是以歐陸法系為基礎製訂的。

## 英美法系
「英美法系」，又称「普通法系」、「海洋法系」，是一種由英格蘭古代開始發展而成的法系。以英國為首的，以及诸多曾經是英國的殖民地、屬土、或英聯邦國家，例如：美國、加拿大、澳洲、紐西蘭、新加坡、馬來西亞、印度、巴基斯坦等地，採用這種法系。香港在英屬時期，采取普通法制度，而主權移交予中華人民共和國後根據《香港基本法》規定，理論上繼續使用普通法。
普通法系由公元1066年英王威廉一世帶領諾曼人征服英格蘭（史稱诺曼征服）開始，慢慢在12及13世紀成形。當時英格蘭王室為加強司法審判權，便派出法官巡迴各地審判案件。當時有很多法律問題都沒有法例規範，因此法官根據當地的社會風俗、習慣、道德觀念和一般常理來作出判決。當這些判例累積起來，再加上當時的法官習慣上都會尊重和跟隨以前法官（尤其是較高級法庭的法官）判案的原則，於是過了幾百年，累積起來的判例便形成了適用於全國的法律。尤其是在印刷術開始普及之後，許多重要的判例都有律師用文字紀錄下來，然後印刷出版，每當律師接手辦理新的案件時，都會翻查以往出版的判例作為依據，法官審每一件案件時也越來越詳細地解釋他判案的理由，和分析以前的判例作為支持他判案的理據。到了大約15世紀，這種無須經過立法機關立法而成的“法律”慢慢確立，所以普通法又叫不成文法。有些法律學者甚至認為，在理論層面來看，這種慢慢累積而來的“法律”就像公義、道德這些觀念一樣，在一切制度還未有確立以前，其實已經存在每個人的良知裏，法官的職責就好像把這些法律原則“找出來”一樣，而不是“創立”法律。

## 歐陸法系
「歐陸法系」一詞中的“歐陸”兩字指歐洲大陸，故而稱之為「歐陸法系」。這個法系現時主要由歐洲大陸的國家（例如法國、意大利、德國、荷蘭、葡萄牙等）及其他受上列國家影響的國家或地區（例如日本、澳門）採用。歐陸法系在英文中一般稱為 civil law system，主要歷史淵源是古時羅馬帝國的法律，其後在歐洲中世紀的後期（即是文藝復興以前，約12至15世紀），羅馬法在歐洲大陸又再度受到重視。到了十八世紀，歐洲大陸的許多國家都頒佈了法典，嘗試列出各種法律分支的規範。
以下是以歐陸法系為基礎、建立法制體系的國家或地區：
| 國家（地區）             | 詳細資料 |
| ------------------------ | --- |
| 阿爾巴尼亞法律           | 基於拿破崙民法。1991年頒布的《阿爾巴尼亞共和國民法典》 |
| 安哥拉法律               | 以葡萄牙民事法為基礎。 |
| 阿布哈兹法律             | 以前苏联法律为基础的大陆法。 |
| 阿根廷法律               | 西班牙的法律傳統對《阿根廷民法典》有巨大影響，該法典由法學家達馬西奧·貝列斯·薩斯非傾註五年心血完成。《民法典》於1871年1月1日開始施行。除了西班牙的法律傳統外，該法典還借鑒了《巴西民法典》的初稿、1851年《西班牙民法典》的初稿、《拿破崙法典》以及《智利民法典》的內容。 該法典同時還在巴拉圭實行，直至新的民法典於1987年生效。 在20世紀後半葉，德國法律理論逐漸對阿根廷產生影響。 |
| 安道爾法律               | 法院採用安道爾的習慣法，輔以羅馬法和加泰羅尼亞法。 |
| 阿魯巴法律               | 以荷蘭民事法為基礎。 |
| 奧地利法律               | 1811年版《普通民法典》（Allgemeines bürgerliches Gesetzbuch，ABGB）。 |
| 阿塞拜疆法律             | 基於德國、法國、俄羅斯和傳統的阿塞拜疆法律 |
| 白俄羅斯法律             | 基於日耳曼民法。 |
| 比利時法律               | 受《拿破崙法典》影響，雖然被大量修改（特別是關於家庭法）。 |
| 貝寧法律                 | 基於拿破崙民法。 |
| 玻利維亞法律             | 受《拿破崙法典》影響。 |
| 波斯尼亞和黑塞哥維那法律 | 主要受日耳曼和奧匈帝國法律體系影響。 |
| 巴西法律                 | 基於德國、意大利、法國和葡萄牙法律。2004 年修訂了聯邦憲法，授予最高聯邦法院發布具有約束力先例的權力，解決涉及憲法的爭議——這種機制與普通法系中常見的先例原則相呼應。 |
| 保加利亞法律             | 受日耳曼和羅馬法系影響。 |
| 布基納法索法律           | 基於法國大陸法系 |
| 布隆迪法律               | |
| 乍得法律                 | 基於法國大陸法系 |
| 中華人民共和國法律       | 民法體系主要受到德国、法国和前苏联的影響，并以數個歐陸法系國家之法律作為參考立法。如已于2021年施行的《中华人民共和国民法典》，就是同时参考了《德国民法典》和《法国民法典》的立法以及部分共產主義法律理論元素。 |
| 剛果共和國法律           | 以拿破崙民法為基礎。 |
| 剛果民主共和國法律       | 基於比利時民法 |
| 科特迪瓦法律             | |
| 柬埔寨法律               | |
| 佛得角法律               | 基於葡萄牙民事法。 |
| 中非共和國法律           | 基於法國大陸法系 |
| 智利法律                 | 西班牙法律傳統對《智利民法典》有極大影響。智利民事法又影響了其他拉美國家民事法的起草。例如，厄瓜多爾（1861）和哥倫比亞（1873）的民事法基本上忠於智利民事法，只在部分地方有出入。 該民法典於1857年1月1日起施行。 |
| 哥倫比亞法律             | 1873年引入民事法。基本上忠於智利民事法。 |
| 哥斯達黎加法律           | 首部民事法於1841年施行。 |
| 克羅地亞法律             | |
| 古巴法律                 | 受到古巴和美國法律的影響，帶有共產主義法律理論的特徵。 |
| 捷克共和國法律           | 基於奧匈帝國普通民法典，在德國和蘇聯佔領期間受到其影響，1989年天鵝絨革命後，民法典又進行了大幅度調整。 |
| 丹麥法律                 | 屬於斯堪地納維亞-日耳曼法系。 |
| 多米尼加共和國法律       | 基於《拿破崙法典》。 |
| 厄瓜多爾法律             | 1861年引入民事法。基本上忠於智利民事法。 |
| 薩爾瓦多法律             | |
| 愛沙尼亞法律             | |
| 芬蘭法律                 | 基於瑞典法律。 |
| 法國法律                 | 基於《拿破崙法典》。（code civil of 1804） |
| 赤道幾內亞法律           | |
| 埃塞俄比亞法律           | |
| 加蓬法律                 | |
| 幾內亞法律               | 基於法國民事法、習慣法以及相關法令。 |
| 幾內亞比紹法律           | |
| 格魯吉亞法律             | |
| 德國法律                 | 1900年《民法典》（《德國民法典》），受到羅馬和日耳曼的法律傳統影響。 |
| 希臘法律                 | |
| 危地馬拉法律             | |
| 海地法律                 | 受《拿破崙法典》影響。 |
| 洪都拉斯法律             | |
| 匈牙利法律               | |
| 冰島法律                 | 基於日耳曼傳統法律，並受到中世紀挪威和丹麥法律影響。 |
| 意大利法律               | 基於羅馬法，也有《拿破崙法典》的特徵，1942年頒布新法取代1865年的老法。 |
| 日本法律                 | 效仿歐洲民事法系（主要是以德国民法典为范本）。1895年頒布民法典。現時，基於二戰後引入源自美國的普通法系進行改革，故此屬於混合法系。 |
| 南韓法律                 | 原則上是混合法系，基於日本殖民朝鲜半岛时代而奠定的歐洲民事法系的法律制度，也受到美國的普通法系影響。 |
| 拉脫維亞法律             | 主要受德國影響，其次是俄羅斯和蘇聯法律的影響。 |
| 黎巴嫩法律               | 效仿法國民事法。 |
| 立陶宛法律               | 效仿荷蘭民事法。 |
| 盧森堡法律               | 受《拿破崙法典》影響。 |
| 澳門法律                 | 基於葡萄牙的大陸法系傳統，其本身很大程度上受到德國影響。 |
| 墨西哥法律               | |
| 蒙古法律                 | |
| 荷蘭法律                 | 受《拿破崙法典》影響。 |
| 挪威法律                 | |
| 巴拿馬法律               | |
| 巴拉圭法律               | |
| 秘魯法律                 | 以民事法作基礎。 |
| 波蘭法律                 | 《波蘭民法典》於1965年施行。 |
| 葡萄牙法律               | 受《拿破崙法典》影響，後來又受到德國民事法的影響。 |
| 德涅斯特河沿岸法律       | 以前苏联法律为基础，受摩尔多瓦共和国法律影响，基于德涅斯特河沿岸共和国宪法的法律体系。 |
| 中華民國法律             | 參考德國、日本法律制定（清末已透過日本學習德國法律），亦受到中華傳統禮法影響 |
| 羅馬尼亞法律             | 基於《拿破仑法典》。 |
| 俄羅斯法律               | |
| 聖多美和普林西比法律     | 基於葡萄牙民事法。 |
| 塞爾維亞法律             | |
| 斯洛伐克法律             | |
| 斯洛文尼亞法律           | |
| 西班牙法律               | 受《拿破崙法典》影響，後來又受到德國民事法的影響。 |
| 瑞典法律                 | |
| 瑞士法律                 | |
| 土耳其法律               | |
| 烏克蘭法律               | 2004年乌克兰民法典。 |
| 烏拉圭法律               | |
| 烏茲別克斯坦法律         | |
| 梵蒂岡法律               | 教廷法律为宗教法律和世俗法律混合而成，2009年1月1日，教廷宣稱「意大利的法律過於繁雜，而且欠缺穩定、時常和天主教教義相違背」，正式宣佈以後不再自動採納意大利議會通過的法律。 |
| 越南法律                 | 共產主義法律理論和法國民事法。 |
| 委内瑞拉法律             | 基于民法法系的玻利瓦尔法典下的委内瑞拉法律。 |

## 混合系统
也有一些地方的法系，同時帶有英美法系和歐陸法系的一點特色，例如蘇格蘭由於歷史原因，雖然屬於英國的一部分，但是法律體系也受到歐陸法系很深影響，在有些法律範疇顯出歐陸法系的特色多於英美法系。比较重要的混合系统还有美国路易斯安那州、加拿大魁北克省、香港、南非等。
美國雖然是英美法系國家，但是為了要配合近數十年來經濟和科技的迅速發展，也要積極編寫法典配合，而並非單依靠案例來發展法律。这种趋势在世界各国都是越来越普遍。
作为当今世界唯一的超國界且有直接法律效力的欧盟法庭，长期以来都必须面对来自英国的英美法和来自其他成员国的欧陆法的矛盾。

## 英美法系和歐陸法系比較
這兩種法系的本質和理念有很大差異，涉及歷史、文化、信仰立場、社會背景等。這裡以簡介形式，以法官職能和案例與法典作舉例。

### 案例與法典
由於英美法系主要由案例累積而成，而並非由政府立法機關編寫法典而成，因此必須確立一種制度，確保每位法官都跟隨以前法官判案的原則，否則每位法官都隨自己的心意判案，法律便不能成形。近代所有英美法的法院均自我規定（這種規定或習慣拉丁文稱為stare decisis），下級法庭必須遵從上級法庭以往的判例；同級的法官的判例雖然互相沒有必然約束力，但如果沒有很好的理由，一般都會互相參考，以法律術語來說是有“說服力”（persuasive）的案例。
至於歐陸法系，一向都很重視編寫法典，強調法典必須完整，以致每一個法律範疇的每一個細節，都在法典裏有明文規定。舉例來說，無論在英美法系的國家還是歐陸法系的國家的法律中，都有一個相同的法律原則，便是有效的契約必須包括“要約”（offer）和“承諾”（acceptance），否則在法律上便不能算是契約。在英美法系的國家裏，這個法律原則必定可以在許多判例中找到，但可能並沒有任何一條國家法案會列出這原則。可是在許多歐陸法系的國家的法典裏，都可能找到以下一條：“當事人訂立契約，採取要約、承諾方式。”歐陸法系便是採用這個方法，把這個法律原則，清楚明確地寫出來。
就單以有沒有法典這個問題來作比較，英國可算是最不依賴法典的國家，就連國家的憲法，都是依賴判例與法案（如大憲章、權利法案、改革法案等）發展而來，而沒有一本完整的文獻稱為憲法。美國雖然也是英美法系國家，但由於歷史原因，在立國時已經有憲法，且之后一部分州加入美国之后也保留了殖民时期的大陆民法体系(如路易斯安那州法律就是沿用了法國與西班牙殖民時期的羅馬法體系(歐陸法系)。而且，近代美國也會將某些範疇的英美法寫成法典，以配合近數十年來的經濟和科技發展。至於香港特別行政區，因受其英国殖民的影响，雖屬英美法系地區，但在香港特區實施的《香港基本法》和2020年生效的《香港国安法》，則是成文的憲制性文件。相比之下，中华人民共和国（香港特別行政區除外）、中華民國、法國、意大利、葡國、日本、德國等使用歐陸法系的國家便是依靠法典及其立法思想進行運作，對法典與法條的解釋以及對立法者在立法目的的探討便成為司法運作中重要的方式。

### 法官職能
在英美法系國家，法官的判詞能夠影響法律的發展，因此在挑選法官時著重掌握和運用案例的技巧，可以說，英美法系國家要求的法官的素質正好與成功的私人執業律師的要素一致，因此英美法系國家在任命法官時多數會從私人執業多年而且成功的律師中選任，而有不少英美法系律師也視法官為事業發展中光榮的轉折點。
相對而言，不少歐陸法系的國家認為法官主要職能是解釋和運用法規的職能，因此不認為當法官的必定要有過在法律市場中當私人執業律師的“經驗”。
在訴訟時，歐陸法系國家或英美法系國家的法官好像球賽中的球證一般，處於中立地位，負責確保控辯雙方能有公平機會表達自己的理據。在部分情況下，歐陸法系國家的法官會主動盤問證人以便審理事實，而大部分情況下與英美法系國家的法官一樣，不會主動審查証據和盤問証人，而只會聆聽雙方的陳詞後作出判決。